# Смолярик білоголовий

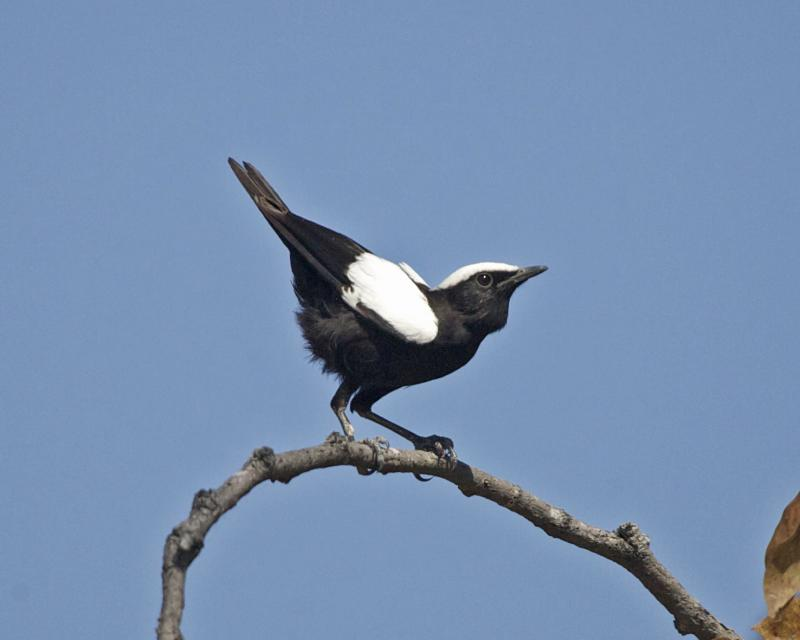
Самець номінативного підвиду

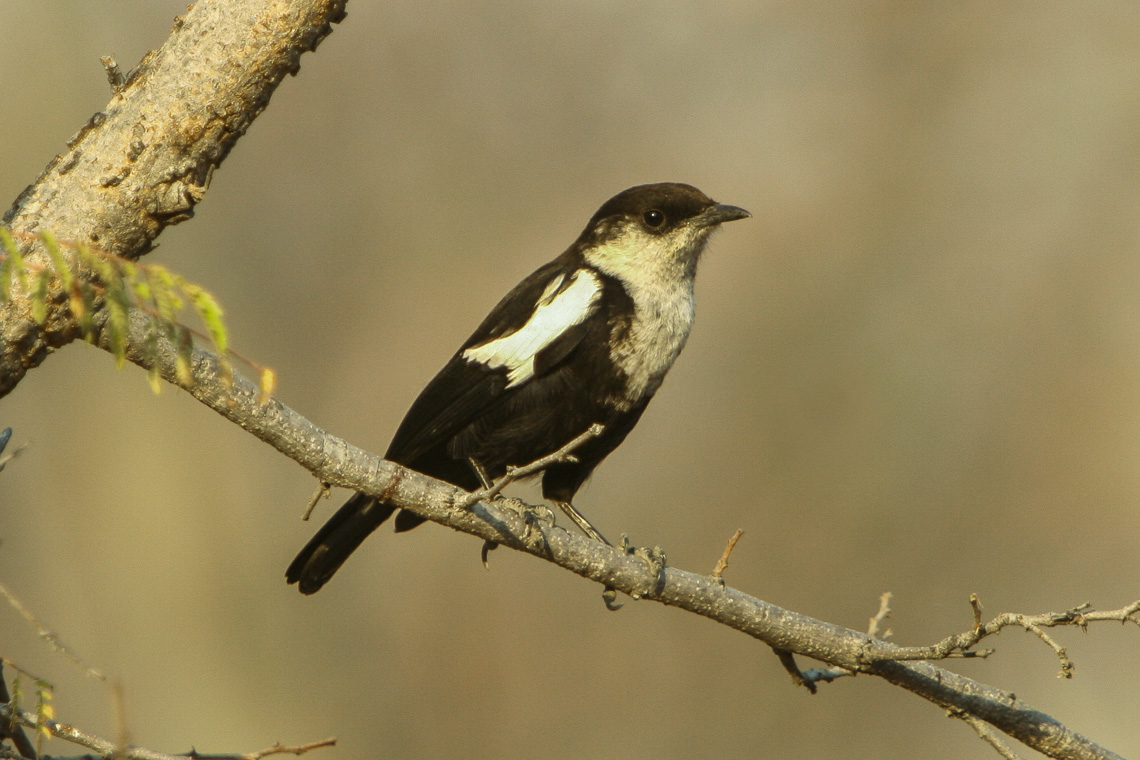
Самиця

Смоля́рик білоголовий (Myrmecocichla arnotti) — вид горобцеподібних птахів родини мухоловкових (Muscicapidae). Мешкає в Африці на південь від екватора. Вид названий на честь колекціонера Девіда Арнота.

## Опис
Довжина птаха становить 16-18 см, вага 35 г. Виду притаманний статевий диморфізм. Забарвлення самця переважно чорне, лоб і тім'я білі, покривні пера крил білі. Самиця має подібне забарвлення, однак пляма на голові у неї не біла, а коричнева. Також у самиці горло, щоки, шия і верхня частина грудей є білуватими. Дзьоб і лапи чорні. У молодих птахів пір'я на голові не повністю біле, а лише має білі кінчики. У представників підвиду M. a. harterti забарвлення є переважно чорним, а білі плями є меншими, ніж у представників номінативного підвиду.

## Підвиди
Виділяють два підвиди:
- M. a. arnotti (Tristram, 1869) — більша частина ареалу;
- M. a. harterti Neunzig, 1926 — Ангола.

Савановий смолярик раніше вважався підвидом білоголового смолярика, однак був визнаний окремим видом.

## Поширення і екологія
Білоголові смолярики поширені в Демократичній Республіці Конго, Бурунді, Танзанії Замбії, Ботсвані, Анголі, Мозамбіку, Малаві, Зімбабве, на північному сході Намібії та в південноафриканській провінції Лімпопо. Вони живуть в саванах і міомбо, а також в інших відкритих середовищах, однак уникають поселень. Зустрічаються на висоті до 1500 м над рівнем моря. Не мігрують, однак іноді кочують.